# ウィリアム・テル

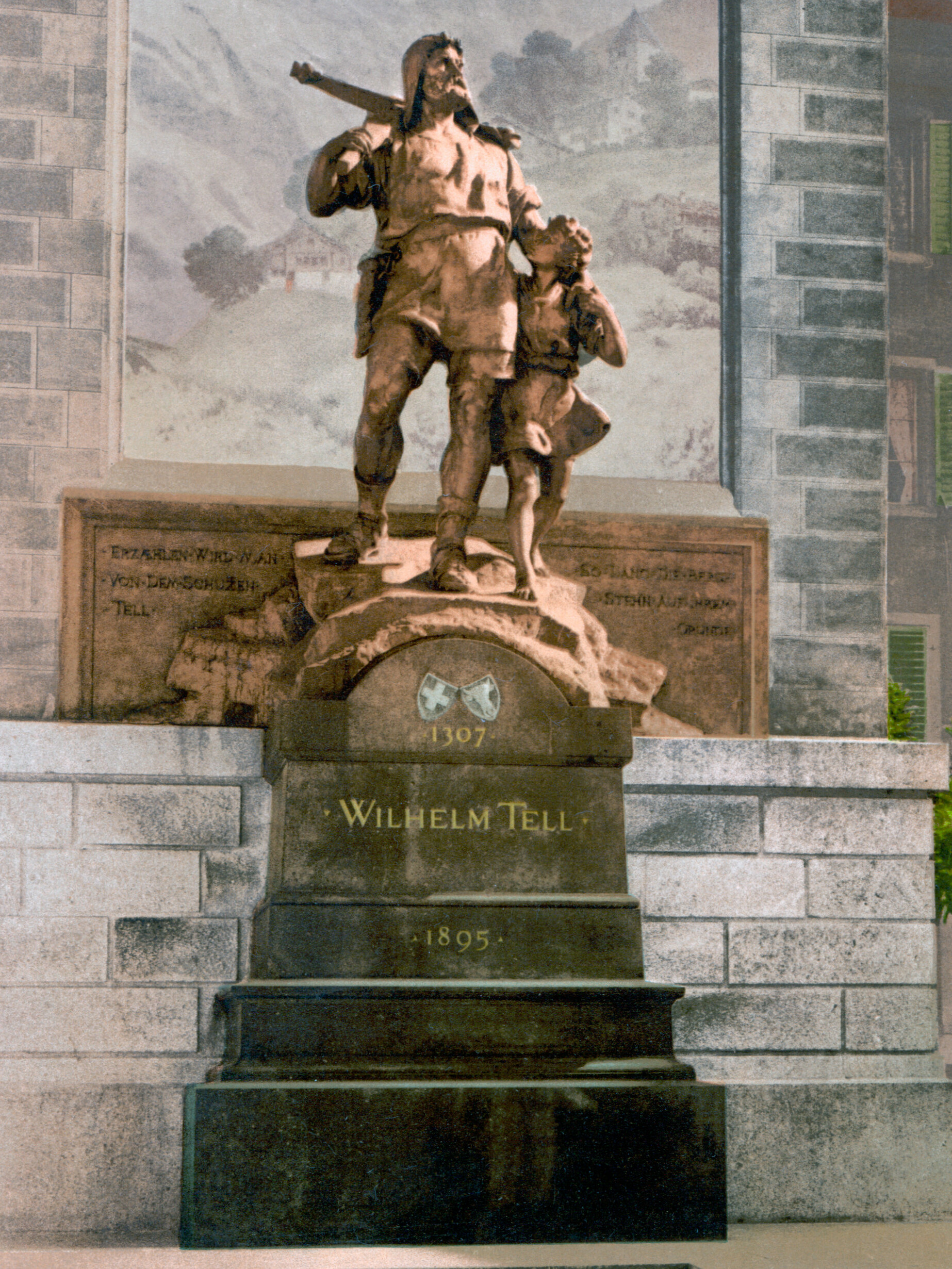
アルトドルフのマルクト広場にあるウィリアム・テル記念碑。1895年建設。

ウィリアム・テル（ドイツ語: Wilhelm Tell〔ヴィルヘルム・テル〕、フランス語: Guillaume Tell〔ギヨム・テル〕、イタリア語: Guglielmo Tell〔グリエルモ・テル〕、ロマンシュ語: Guglielm Tell〔グリエルム・テル〕、英語: William Tell）は、スイスの伝説に登場する民衆の英雄で、弓（クロスボウ）の名手。14世紀初頭にスイス中央部のウーリ州アルトドルフに住んだとされ、オーストリア公国（ハプスブルク家）が同地に置いた代官であるゲスラーを暗殺し、これにより民衆の周辺国への反抗が生まれて、シュヴィーツ、ウンターヴァルデンとともにスイス同盟の基礎が作られたとされている。彼の名が記された史料が見つかっていないため実在性は証明されていないが、スイス人の6割はテルが実在の人物であると信じている。
日本では長らく英語名に基づいた表記「ウィリアム・テル」が使われており、他にドイツ語名に則した表記「ヴィルヘルム・テル」も用いられている。

## 時代背景

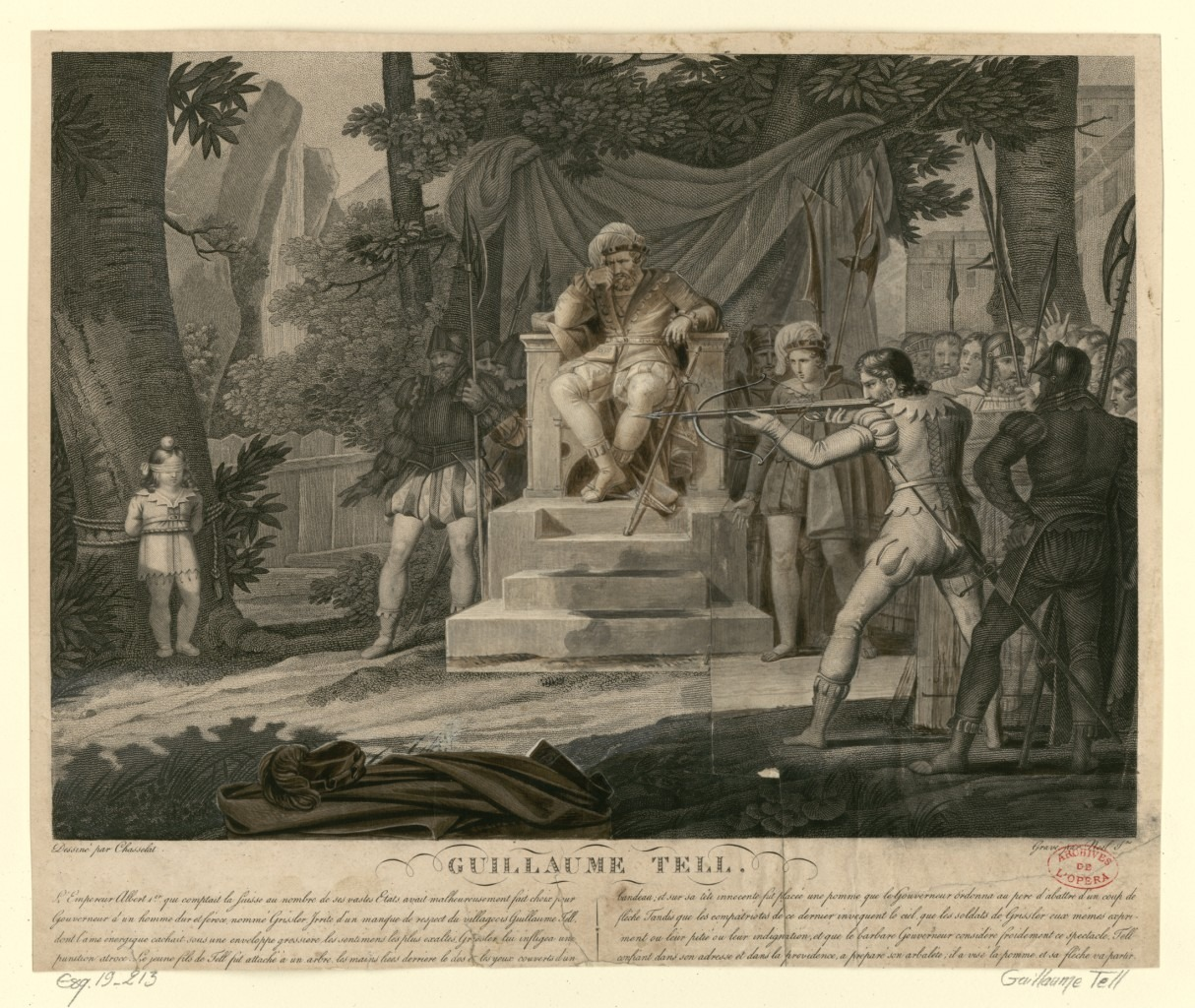
ロッシーニのオペラ『ウィリアム・テル』の一場面（シャルル・アブラアム・シャスラ画、1829年）。息子の頭上のリンゴを射ようとするテル。腰に予備の矢を携えている。

14世紀初頭のアルブレヒト1世の時代、スイス同盟が軍事的、および政治的な影響力を強めていたが、当時ハプスブルク家は、神聖ローマ帝国の先君アドルフの時代に強い自治権を獲得していたウーリの支配を強めようとしていた。
テルはゼンパハの戦い（1386年）における英雄アルノルト・フォン・ヴィンケリートとともにスイス史において並び語られている。テルは、18世紀から19世紀のヨーロッパにおける貴族体制への抵抗の歴史、特に1848年のオーストリア帝国におけるハプスブルク家に対する革命のような、19世紀スイスの形成期における重要なシンボルだった。

## 伝説
テルへの最初の言及は、1474年にオプヴァルデン準州の副大臣ハンス・シュライバーによって書かれた『ザルネンの書』(Weisses Buch von Sarnen) に認められる。これにルトリの誓いについて記述があり、Burgenbruch謀反の元となったルトリの共謀者の一人としてテルが挙げられている。
同じ頃の初期の言及は、1470年代に作られた「テルの歌」 (Tellenlied) に見られ、現存する最古の写本は1501年に書かれている。この歌はテルの伝説についてで始まり、テルをスイス同盟の最初の同盟者 (Eidgenossenschaft) と呼んでいる。物語は、テルがリンゴを射抜き、ゲスラーを射るための2本目の矢と逃亡までを歌い、ゲスラーの暗殺には触れていない。またこの中では、スイス同盟の州が列挙され、当時進行中だったブルゴーニュ戦争によって拡張したと述べ、1477年のブルゴーニュ公シャルルの死とともに終わったと述べている。
歴史家アエギディウス・チューディは1570年に伝説を拡大する。それは『ザルネンの書』を根幹にして、独自の細部が追加されている。そこには、テルの名がウィリアムであること、スイスの "Bürglen, Uri" 生まれであること、リンゴを撃った日付が1307年11月18日であること、テルの死が1354年であることなどが含まれる。このチューディの説が、近世スイスで影響を持つようになり、ウィリアム・テルの共通的な認識となった。この説では、ウィリアム・テルは、強い男であり、登山家であり、弓の名手であった。当時ハプスブルク王朝はウーリ州支配を狙っており、テルはハプスブルク王朝の支配に抵抗する同盟の一因となった。
ウーリ州アルトドルフの弁護人となったオーストリア人ゲスラーは、リンデの木の下のポールに自身の帽子をかけて、住人たちにお辞儀するように強制した。チューディの記録では1307年11月18日にテルは息子を連れてアルトドルフを訪れ、帽子の前を通る時にお辞儀をするのを断ったために逮捕された。ゲスラーはこれに腹を立て、テルの有名な射撃の腕前を利用して残酷な処罰をたくらんだ。テルと息子は従わざるを得なかったが、テルは息子ウォルターの頭の上のリンゴを1発で射抜いた。ゲスラーはテルが矢筒から2本の矢を引き抜いていたことに気づいて、その理由を尋ねた。ゲスラーはテルの命を奪わないことを約束したため、テルは1本目の矢で息子を殺していたら、2本目の矢でゲスラーを殺すつもりだったと話した。ゲスラーは激怒したが、命は保証すると言っていたために、テルを投獄した。
テルはキュスナハトの城の牢まで、嵐の中のルツェルン湖を船で運ばれた。護衛たちは、テルが舵を取るために彼の拘束を解くようにゲスラーに頼み、ゲスラーはそれを認めたが、テルは船を岩場に向かわせ、そこに飛び移った。この地点は『ザルネンの書』では「テルの岩棚」(Tellsplatte) と呼ばれ、16世紀にテル礼拝堂が作られている。テルはゲスラーに追跡され、野山を越えてキュスナハトまで逃走した。そしてテルは、インメンゼーからキュスナハトへの途中にある岩の隙間から、2本目の矢を使ってゲスラーを暗殺し、この場所は「Hohle Gasse」の名で知られている。
この行為が反乱を引き起こすことになり、スイス同盟の結成につながった。チューディによると、テルは1315年のモルガルテンの戦いでオーストリアと再び戦った。またチューディは、テルは1354年に、シェーヘンタール川で子供が溺れるのを助けようとして死んだとも述べている。

## 近世における受容

### 年代記
『ザルネンの書』の書かれた1570年以前に比べると、それ以降にはテルの伝説が数多くある。それにはルツェルンの歴史家メルヒオール・ルス（1450年 - 1499年）の著作も含まれる。これは1482年に『同盟の基礎の歌』やコンラート・ユスティンガーの『ベルン年代記』と『ベルン州史』など、それ以前の雑多な記述をまとめたものである。もう一つは、テルの物語のもっとも古い印刷物であるペーターマン・エッターリンの『スイス同盟の歴史』（1507年）がある。
チューディーは1572年の死の前までに『スイス年代記』をまとめた。これは150年以上の間、1734年から1736年に編集されるまで手書きの形で残っていた。そのためこの年代記の刊行時期は明確でなく、完成したのも1572年以前としかわからない。それはチューディーが伝説として残したものだが、1730年代に印刷版が出るまでは、後世の作家にとって重要な版だった。

### 民衆の人気

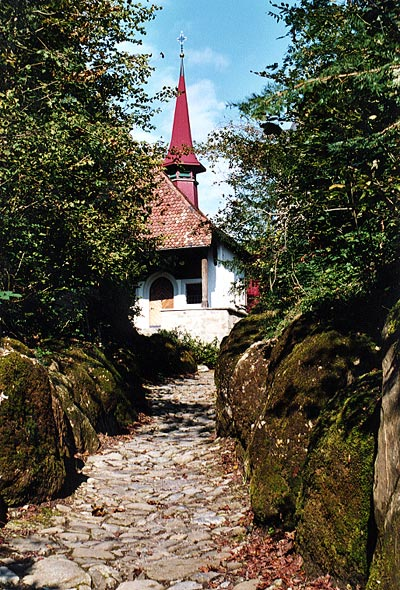
インメンゼーとキュスナハトの途中にあるテル礼拝堂（1638年築）のHohle Gasse.

16世紀初めには、テルの活躍の場への観光を含めて、その人気の広がりを確認できる。16世紀初め、ハインリヒ・ブレンヴァルト (Heinrich Brennwald) は、テルが捕らえられたボートから脱出した近くの礼拝堂を示している。三十年戦争の軍人ペーター・ハーゲンドルフは、テルが逃げ込んだ礼拝堂を訪問したことを日記に残している。
テル劇 (Urner Tellspiel) の最初の記録は、ウーリ州アルトドルフで1512年か1513年に行われたのを見られている。
ウーリ州ビュルグレンの教会には、1581年にテルをしのんだ鐘を設置し、その近くの礼拝堂には1582年にシェーヘンタールでのテルの死を描いたフレスコ画がある。

### 3人のテル
「3人のテル」(die Drei Tellen または die Drei Telle) は、1653年のスイス農民戦争を象徴している。それは14世紀初めにハプスブルク家に反抗した時の成功を再現しようとした民衆の希望が表れている。
18世紀までには、「3人のテル」は眠れる英雄伝説に関連づけられるようになった。彼らはリギ山の洞窟で眠っていると言われていた。時が来ればテルが復活することは1653年に「テルの歌」で予言されていて、3人のテルの衣装をまとった役者の扮装で象徴され、歴史的な衣装の役者による暗殺の実行で最高潮になる。
16世紀でのテルは、結局は「リュトリの誓い」の伝説に結びついていき、「3人のテル」は「原初同盟の3人、ヴァルター・フュルスト、アルノルト・フォン・メルヒタール、ヴェルナー・シュタウファッハーに似せられている。
1653年、歴史的な衣装の3人の男がシュプフハイムに現れた3人のテルを表現した。他にもフライアムトやエメンタールで、3人のテルの真似をした者が現れた。
最初の3人のテルの役者は、シュフハイムのハンス・ツェンプ (Hans Zemp) と、カスパール・ウンターネーラー (Kaspar Unternährer)、およびハースレのユリ・ダーインデン (Ueli Dahinden) である。彼らは戦争の間、多くの重要な農民会議に現れ、スイス同盟によるハプスブルク皇帝への抵抗運動が続いていることの象徴となった。ウンターネーラーとダーインデンは、ゼバスティアン・ペレグリン・ツヴィアーの兵士が到着する前に、エントレブッフ・アルプスに逃げ、ツェンプはアルザス地方に脱出した。謀反の制圧の後に農民たちは、テルの伝説につながる、ルツェルン村長のウルリヒ・ドゥリカー (Ulrich Dulliker) の殺害を始めとする暴君の暗殺に賛成した。
ダーインデンとウンターネーラーは、ツェンプの代わりにハンス・シュターデルマン (Hans Stadelmann) を加えて、テルの役割に戻った。彼らはドゥリカーを襲い、ルツェルン議会のメンバー、カルパール・シュトゥダー (Caspar Studer) を殺害を行うために待ち伏せをした。古いスイス同盟においては例外的な行為である暗殺の試みは広く認められ、農民たちの中では歓迎されたが、謀反を再燃させるほどの影響は産まなかった。
ただし、直接には政治的影響を産まなかったとしても、ルツェルン政府を暴君（ハプスブルクとゲスラー）に位置付け、自由の戦士（テル）に農民の人気を与える象徴としての価値は見いだせる。その後3人のテルは、妨害にも遭わず衣装を着けて大衆の中に入っていった。ダーインデンとウンターネーラーは、1653年10月にアルフォンス・フォン・ゾンネンベルク大佐配下のルツェルン兵士に殺害された。
3人のテルは、1672年にヨハン・カスパール・ヴァイセンバッハ (Johann Caspar Weissenbach) による喜劇に登場する。1816年にはグリム兄弟の『ドイツ伝説集』(no.298) で、眠れる英雄版の3人のテルの伝説が出版された。これはフェリシア・ヘマンズの詩 "The Cavern of the Three Tells"（1824年）の題材にもなっている。

## 近現代における受容
19世紀頃から第二次世界大戦にかけての時代には、テルはスイスとヨーロッパでは圧政への反抗の象徴として認知されていた。

### 19世紀まで
フランスのアントワーヌ＝マラン・ルミエールは、1766年と1786年にテルを扱った劇を書いている。この成功により、テルをフランス革命とともに圧政に立ち向かう戦士という共通認識が作られた。フランス革命におけるテルへの関心は、スイスでもヘルヴェティア共和国成立とともに反映され、共和国の印章のデザインにも使われた。フランス海軍ではトナン級戦列艦に「ウィリアム・テル」と命名したが、これは1800年にイギリス海軍に拿捕されている。

テルを型どったヘルヴェティア共和国の紋章

メキシコの大統領で国民的英雄でもあるベニート・フアレスは、フリーメイソンに参加する際に、スペイン版ウィリアム・テルである「Guillermo Tell」の扮装を選んだが、これは彼が自由と抵抗の象徴であるテルの物語と人物像が好きなためだった。
チューディの『スイス年代記』は19世紀でも歴史資料として使われ続け、チューディによる伝説は、ヨハネス・フォン・ミュラーの『スイス連邦史』（1780年）とも合わせて、フリードリヒ・シラーの戯曲『ウィリアム・テル』（1804年）のモデルにもなった。
ヨハン・ヴォルフガング・フォン・ゲーテは、1775年から1795年の間にスイスを旅行してテルの伝説を知った。彼はチューディの年代記の写しを入手し、テルについての劇を書こうとしたが、そのアイデアを友人のシラーに譲り、シラーの執筆した『ウィリアム・テル』は1804年3月17日にヴァイマルで上演された。シラーのテルは、18世紀末の政治的動き、特にフランス革命とアメリカ合衆国の独立に大きく影響されている。シラーの劇はスイスのインターラーケンでは、1912年から1914年、1931年から1939年、そして1947年からは毎年上演されている。
ジョアキーノ・ロッシーニは、シラーの劇を元にしてオペラ『ウィリアム・テル』（1829年）を作曲した。このオペラの序曲はロッシーニの最も知られている曲の一つであり、20世紀になって映画やTVドラマの『ローン・レンジャー』や西部劇のテーマとしても使われた。長尺で技巧的に高度なためオペラ自体の上演は容易ではなく、一時期まではイタリア語改訂版『グリエルモ・テル』として上演される方が多かったが、1990年代よりフランス語版上演が主流になっている。日本での初演は1983年10月、藤沢市民オペラが行っている。

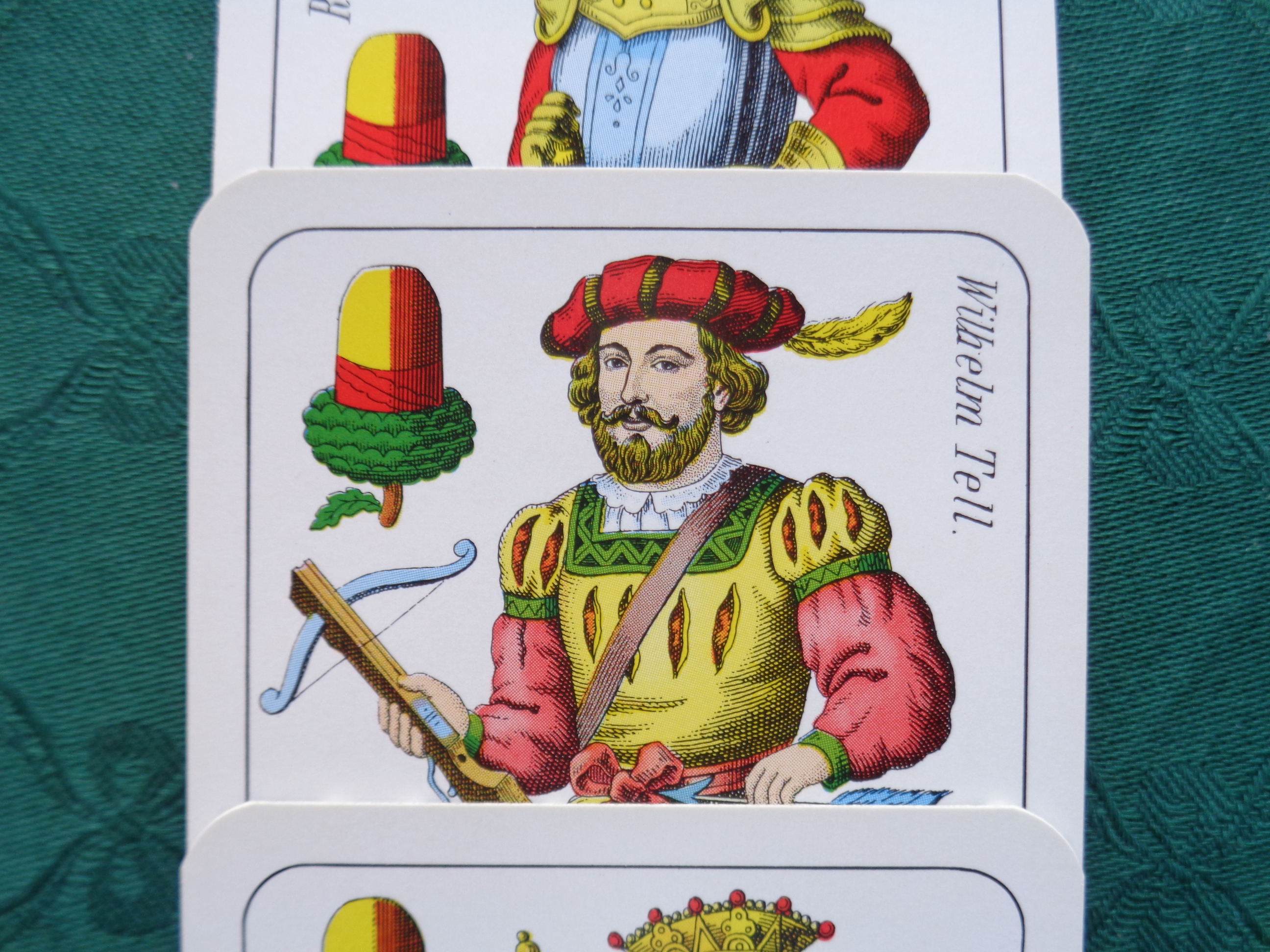
テルの図柄のトランプ

1836年頃には、ハンガリーのペシュトで、トランプの絵柄として使われ始めた。それはハプスブルク家の支配の中で、シラーの劇に触発されて作られ、1848年革命を経てオーストリア帝国においてポピュラーになっていった。絵札に使われる人物や場面は、オペラ『ウィリアム・テル』から取られたとみられ、エースのテルの図は1835年頃にハンガリーでデザインされた。これらのカードは、ドイツ発のカードとしては現在でも最もよく知られている。Ober（クィーン）とUnters（ジャック）には、劇に登場するゲスラー、ウォルター・フュルスト、Rudolf Harras、テルなどが使われる。
1858年にスイスとドイツからの移民が、アメリカ合衆国インディアナ州ペリー郡のオハイオ川沿いに町づくりを計画した。それは当初はヘルヴェティア共和国の再現を目論んでいたが、ほどなく「テル・シティ」と名付けられた。街はその後木製家具などの製造で有名となる。アルトドルフのものを元にして1974年に造られたテルと息子の銅像をはじめ、テルと、その象徴である矢に貫かれたリンゴが街中にある。テル・シティ・ハイスクールでは紋章やロゴにこれらのシンボルを使い、またスポーツチームは射手 (Marksmen) と呼ばれる。もちろん試合では、楽団が『ウィリアム・テル序曲』を演奏する。市の100周年となる1958年以降の毎年8月に、スイス・ドイツ系遺産を再現するシュヴァイツァー・フェストが、テルの像のあるメインストリートを中心に開催されている。
彫刻家リチャード・キスリングは、1895年にアルトドルフでテルの記念碑を作成した。キスリングは、テルをたくましい体と手足を持った、農民でまた山の男として描いた。テルの手は息子ウォルターの肩に載せられている。これはヘルヴェティア共和国の紋章に使われた、剣をベルトに差し、羽根つき帽子を被ったドイツ傭兵（ランツクネヒト）のような姿で、リンゴを持った息子を抱き上げようとしている絵柄とは対照的である。

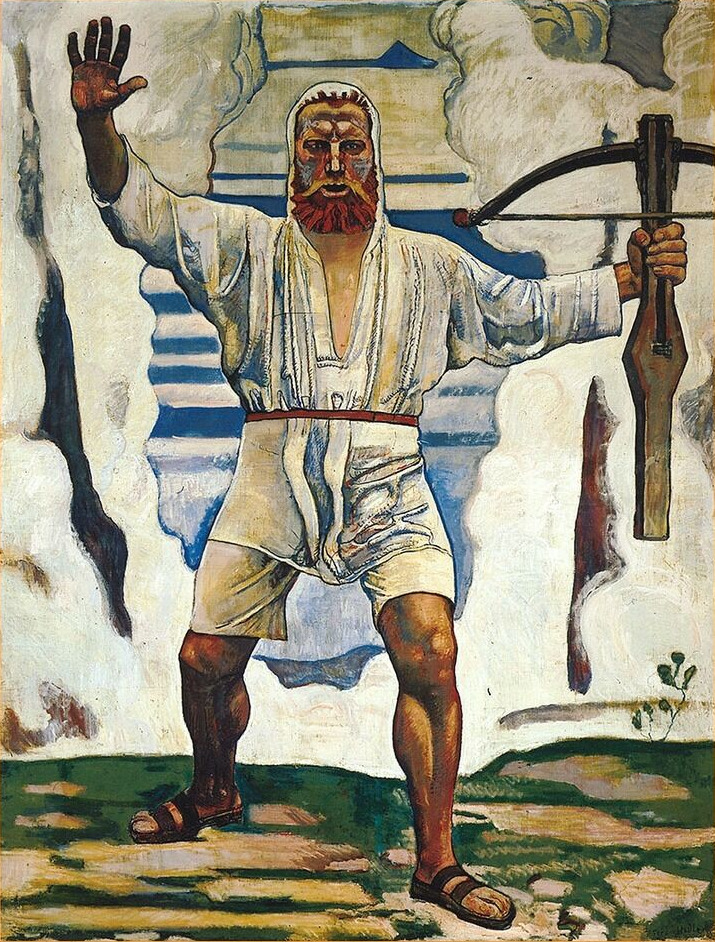
ホドラー画『ウィリアム・テル』（1897年）

画家のフェルディナント・ホドラーによるテルの絵（1897年）はイコン風である。テルは正面を向き、右手を上げ、左手にクロスボウを持っている。これはスイス国立博物館で「ゲスラーの死」を描く七つの場面の一つとして製作された。表現は、聖式とも評され、神やモーセ、洗礼者ヨハネ、イエス、大天使ミカエルなどの伝統的な描写に比較される。

### 20世紀以降
P・G・ウッドハウスの『ウィリアム・テル・トールド・アゲイン』（1904年）は、詩と散文によりウッドハウス的的感性で新しい伝説を生んだ。
アドルフ・ヒトラーはシラーの劇の愛好者で、『我が闘争』でも引用するほどであり、ドイツ・スイス共作の劇でヘルマン・ゲーリングの妻であり元女優のエミー・ゾンネマンがテルの妻を演じることも認めた。しかし1941年6月にヒトラーは上演を禁止した。その理由は不明であるが、1938年に起きたスイス人モーリス・バヴォーによる暗殺未遂に関係があるとも言われる（バヴォーは1941年5月に処刑され、この事件は後にロルフ・ホーホフートにより『新ウィリアム・テル』として作品化された）。
チャールズ・チャップリンの映画『サーカス』（1928年）では、ウィリアム・テルのパロディがある。サルバドール・ダリは、『ウィリアム・テルの老年時代』『ウィリアム・テルとグラディーヴァ』（1931年）、『ウィリアム・テルの謎』（1933年）を描いている。劇作家アルフォンソ・サストレは『ウィリア・ムテルは悲しい目をしている』（Guillermo Tell tiene los ojos tristes, 1955年）を製作したが、フランコ政権の終了までスペインでは上演されなかった。
スイスでは19世紀末頃には、シラーの劇を1899年、1912年以来定期的に上演する伝統となっていたアルトドルフとインターラーケン以外では、テルの重要性は低下しつつあった。世界大戦中にテルは再び国家の象徴として再認知された。例えばスイスポスト社では1923年に郵便配達車の警笛にロッシーニのオペラを採用し、1931年からスイス製品のロゴにクロスボウが使われるようになった。1966年にはビュルグレンにテル博物館が開設された。
1968年以降、学術系の主流の自由主義・急進主義から、脱構築左翼へのイデオロギーシフトに伴い、スイスの歴史学者たちはスイス成立の基礎となる伝説を、非歴史的な神話へと解体していった。マックス・フリッシュ『学校のためのウィリアム・テル』（1971年）では、主人公の人物像を逆転させ脱構築しており、善意で忍耐強い官吏であるゲスラーは帝国の片隅で、短気な愚か者であるテルという野蛮さに直面したのだとしている。その後もテルはスイスの文におけるポピュラーな存在であり続け、スイス人の多くはテルが実在の人物であったと信じている。

## テルとスイス人
テルはもはやスイスそのものの象徴として名高い。テルやテルの息子は様々な絵やイラストになり、スイスを象徴するモチーフとして使われることが多いが、実はそれだけではなく、矢の突き刺さったリンゴも同様にモチーフとして使われている。
スイスの紙幣、硬貨、切手にも数多く登場し、1918年から1925年に発行された100フラン紙幣やその後発行された5フラン紙幣にはウィリアム・テルの肖像が描かれていたほか、1954年から発行された第5次銀行券の最高額面1,000フランの裏面には地模様に矢の突き刺さったリンゴが描かれている。切手には長期にわたって紙幣と同じテルの顔が普通切手に使われ、テルの息子の肖像も普通切手に登場している。また矢の突き刺さったリンゴも児童福祉の慈善切手に2回登場している。